# Aciurina lutea
Aciurina lutea är en tvåvingeart som först beskrevs av Daniel William Coquillett 1899.  Aciurina lutea ingår i släktet Aciurina och familjen borrflugor. Inga underarter finns listade i Catalogue of Life.